# Rene Tammist
Rene Tammist (* 5. Juli 1978 in Tartu, Estnische SSR) ist ein estnischer Politiker. Er ist Mitglied der Sozialdemokratischen Partei Estlands (SDE) und war von August 2018 bis April 2019 Minister für Unternehmertum und Informationstechnologie.

## Leben
Rene Tammist studierte nach seiner Schulausbildung zunächst Verwaltungswissenschaft an der Universität Tartu. Dem Abschluss dieses Studiums im Jahr 2001 folgte 2004 ein Master in Politik und öffentlicher Verwaltung an der Universität Manchester.
Zwischen 2005 und 2011 arbeitete Tammist als Berater des Ausschusses für Industrie, Wissenschaft und Energie der Sozialdemokratischen Fraktion des Europäischen Parlaments. In den Jahren 2007 bis 2009 war er außerdem Mitglied des Aufsichtsrats von Eesti Energia. Dem Energiesektor blieb er auch in den nächsten Jahren verbunden, kehrte aber wieder komplett nach Estland zurück. Dort war er 2011 bis 2018 leitend im Bereich erneuerbare Energien tätig und arbeitete von 2012 bis 2018 für die Agentur für Energieregulierung.
Am 22. August 2018 wurde Rene Tammist nach dem Rücktritt von Urve Palo zum neuen Minister für Unternehmertum und Informationstechnologie im Kabinett von Ministerpräsident Jüri Ratas berufen.